# Aristida liebmannii
Aristida liebmannii är en gräsart som beskrevs av Eugène Pierre Nicolas Fournier. Aristida liebmannii ingår i släktet Aristida och familjen gräs. Inga underarter finns listade i Catalogue of Life.